# 蔡宗健
蔡宗健（1972年11月—），河北滦州人。中华人民共和国政治人物。曾任唐山市委副秘书长，2021年5月，出任中共迁西县委书记。2022年9月，因谎报唐山迁西县太平寨镇桃树峪铁矿透水事故，被免职并被采取留置措施。